# Phaonia bigoti
Phaonia bigoti este o specie de muște din genul Phaonia, familia Muscidae. A fost descrisă pentru prima dată de Albuquerque în anul 1957. Conform Catalogue of Life specia Phaonia bigoti nu are subspecii cunoscute.